# 库克群岛行政区划

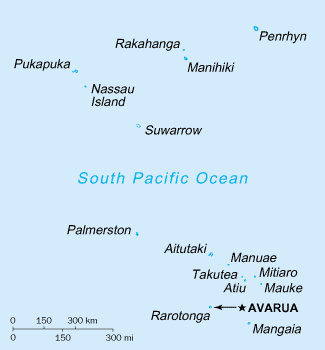
库克群岛地图

库克群岛的主岛为拉罗汤加岛，分为5个区。拉罗汤加岛以外的其他有人岛屿被划分为10组，并相应地设置了10个岛屿委员会。有的岛屿委员会辖区划分为若干个区。每个岛屿委员会辖区包含若干村。
10个设有岛屿委员会的外岛是：
- 阿伊图塔基岛（包括无人居住的马努瓦埃环礁）
- 阿蒂乌岛（包括无人居住的塔库特阿岛）
- 曼加伊亚岛
- 马尼希基环礁
- 毛凯岛
- 米蒂亚罗岛
- 帕默斯顿岛
- 彭林环礁
- 普卡普卡岛（包括拿骚岛（英语：Nassau (Cook Islands)）和苏沃罗夫环礁）
- 拉卡杭阿环礁

## 历史

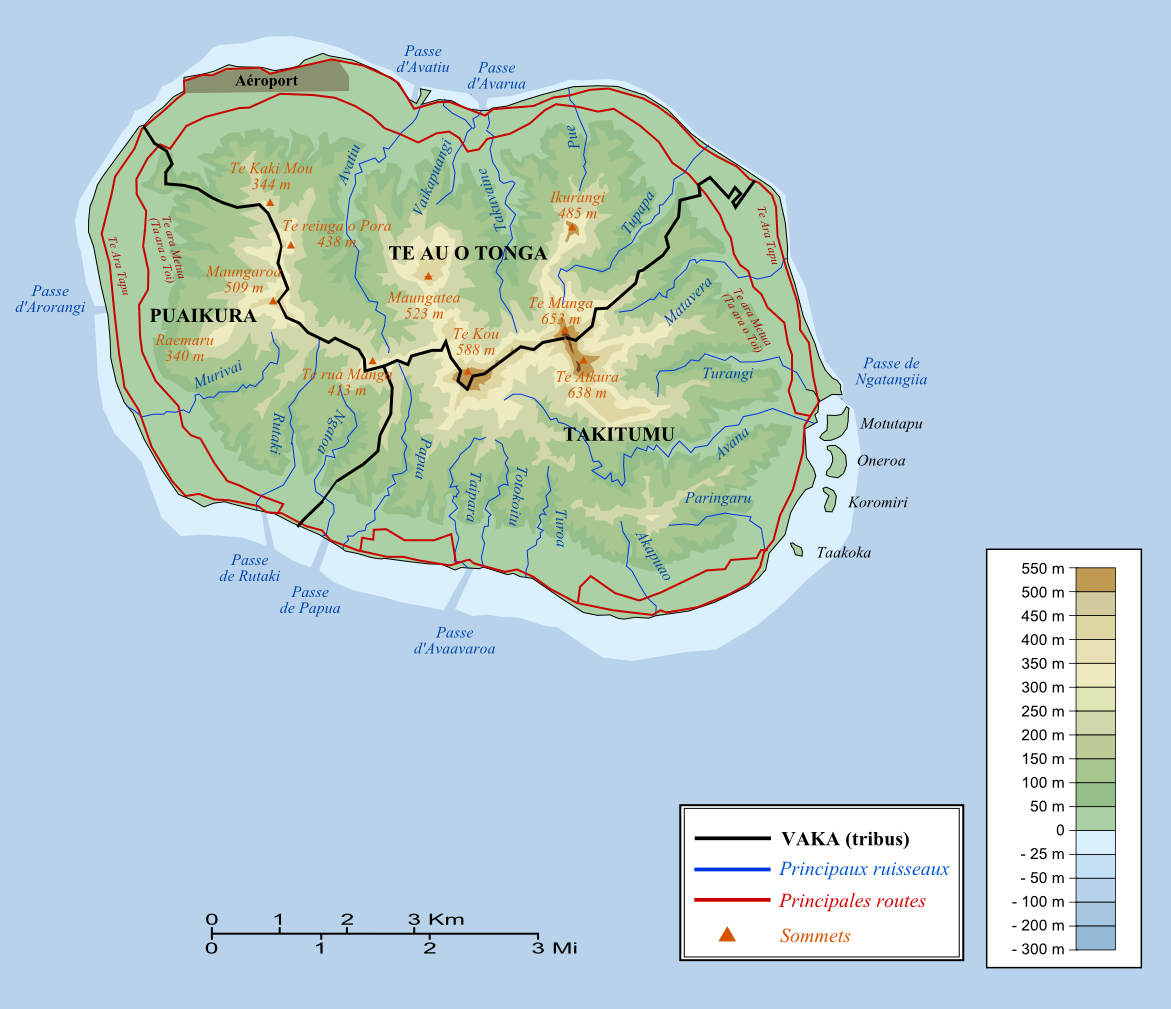
拉罗汤加岛旧行政区划

拉罗汤加岛曾划分为3个区（vaka）。3个区委员会成立于1997年，撤销于2008年。
主岛拉罗汤加岛上原有的3个区委员会是:
- 普阿伊库拉
- 塔基图穆
- 特奥奥汤加（等同于阿瓦鲁阿）